# Børnehjælpsdagen (film fra 1924)
 For alternative betydninger, se Børnehjælpsdagen (flertydig). (Se også artikler, som begynder med Børnehjælpsdagen)
Børnehjælpsdagen er en dansk dokumentarfilm fra 1924.

## Handling
Velgørenhed. I anledning af Børnehjælpsdagen bevæger et historisk optog sig over Københavns rådhusplads. Hele pladsen af fyldt med mennesker. Ryttere i historiske kostymer. Klip fra Rigsdagens Aabning. Gardehusarer og karet med kongeparret. Husareskorte. Børnehjælpsdagsoptoget bevæger sig forbi Østerport Station. Indsamlinger. Kvindelige ryttere i valkyrie-kostymer. Politi til hest. Rytterne rider ind på kaserneområde, måske Kastellet eller Østerbro kaserne.